# Oriol Junqueras
Oriol Junqueras i Vies (Barcelona, 11 april 1969) is een Catalaans historicus en politicus. Hij is burgemeester van Sant Vicenç dels Horts en is sinds 17 september 2011 voorzitter van de Catalaanse links-republikeinse partij Esquerra Republicana de Catalunya. Hij was ook Europees Parlementslid van 7 juni 2009 tot 16 januari 2012. Hij werd op 14 oktober 2019 veroordeeld voor opruiing en misbruik van publiek geld tijdens het uitoefenen van een publiek ambt en veroordeeld tot een gevangenisstraf van 13 jaar en een verbod op het uitoefenen van een publiek ambt en onverkiesbaarheid gedurende 13 jaar.

## Biografie
Oriol Junqueras is licentiaat in Moderne en hedendaagse geschiedenis en doctoreerde in de Geschiedenis van economische theorieën aan de Autonome Universiteit van Barcelona. Hij schreef zijn doctoraatsthesis over de economie en het economisch denken in Catalonië tijdens de Laat-moderne Tijd, waarbij hij het ontstaan van de moderne economische theorie in het westelijke Middellandse Zeegebied analyseerde en parallellen trok met de Engelse en Spaanse theorieën uit de 17e eeuw.
Momenteel is hij buitengewoon hoogleraar aan het departement van Moderne en hedendaagse geschiedenis aan de Autonome Universiteit van Barcelona. Hij werkte samen met verschillende Catalaanse media. Hij schreef voor verschillende documentaires en hielp bij de ontwikkeling van verschillende documentaires.
Op 26 januari 2009 keurde Esquerra Republicana de Catalunya (ERC) zijn kandidatuur goed om deel te nemen als lijsttrekker voor de Europese verkiezingen van 7 juni 2009. Hoewel hij reeds gemeenteraadslid was voor ERC in zijn gemeente, Sant Vicenç dels Horts, zou hij op de lijst staan als onafhankelijke. Hij werd verkozen als Europees Parlementslid voor de fractie De Groenen/Vrije Europese Alliantie.
Op 11 juni 2011 wordt hij burgemeester van de Catalaanse gemeente Sant Vicenç dels Horts, met de stemmen van zijn eigen lijst, Junts per Sant Vicenç of Samen voor Sant Vicenç (Vicentins pel Canvi + ERC), ICV-EUiA (groen-links) en Convergència i Unió. Hierbij belandde de grootste partij, de Catalaanse sociaaldemocratische partij PSC in de oppositie. Op 17 september 2012 werd hij verkozen als voorzitter van de Catalaanse en links-republikeinse partij Esquerra Republicana de Catalunya. Bij de Catalaanse verkiezingen van 25 november 2012 behaalde hij met zijn partij een glanzende overwinning door 21 zetels te behalen, 11 meer dan voorheen. ERC werd zo de tweede partij in het Catalaanse parlement en Oriol Junqueras hoofd van de oppositie. Hoewel zijn partij de centrumrechtse minderheidsregering van president Artur Mas gedoogsteun geeft, besliste ERC in de oppositie te blijven.

## Catalaanse onafhankelijkheid
Oriol Junqueras is ervan overtuigd dat onafhankelijkheid de beste weg is voor Catalonië. Met zijn partij hielp hij reeds verschillende burgerinitiatieven op te zetten om de onafhankelijksgedachte te bevorderen. Een van de voornaamste eisen van de ERC en Junqueras om de minderheidsregering van Artur Mas te steunen, was het voorbereiden en vastleggen van een referendum over de Catalaanse onafhankelijkheid. Volgens het Akkoord over de volksraadpleging in Catalonië, dat door een grote meerderheid van de parlementsleden op 12 december 2013 werd goedgekeurd, moest die op 9 november 2014 gehouden worden. Dit was een symbolische datum, want hij viel precies 300 jaar nadat de Spaanse troepen Barcelona onder de voet liepen tijdens de Spaanse Successieoorlog en Catalonië zijn zelfbestuur verloor door de Spaanse Decreten van Nueva Planta.